# Секс в большом городе (сезон 2)
«Секс в большом городе» (англ. Sex and the City) — американский сериал кабельного телевидения, широко транслировавшийся во многих странах мира, в том числе и в России. Сериал снят в формате 25 минутных эпизодов в 1998—2004 годах и повествует о сексуальных похождениях четырёх подруг в возрасте около 30 в начале сериала и 40 к его окончанию, разных по характеру и темпераменту, но объединённых свободными взглядами на жизнь в динамичной атмосфере Нью-Йорка.
В 2008 году состоялась премьера полнометражного кинофильма «Секс в большом городе», основанного на сериале.
Сериал был снят на основе одноимённой газетной колонки Кэндес Бушнелл.

## Сюжет
Кэрри пытается забыть мистера Бига, но с появлением каждого нового бойфренда она всё больше скучает по нему. После смерти знакомого Кэрри осознаёт, что жизнь коротка и решает возобновить отношения с Мужчиной Своей Мечты. После выяснения отношений мистер Биг начинает исправляться: признаётся Кэрри в любви, знакомится с её подругами, называет своей девушкой.
Миранда знакомится с очаровательным барменом Стивом (Дэвид Айгенберг). После секса она его сразу забывает, но Стив хочет с ней отношений. Будучи циником, Миранда отказывается, но исправление Бига убеждает её дать Стиву шанс. Шарлотту продолжают преследовать неудачи, а Саманта как никогда открыта для экспериментов. В этот момент Кэрри случайно узнаёт, что Бигу предлагают работу в Париже. Всё обдумав, она решает жить на два города, но Биг объясняет, что Кэрри не должна этого делать ради него, так как он не может гарантировать ей совместного будущего. В итоге после драматичного прощания Мужчина её Мечты уезжает в Париж. Так они расстаются во второй раз.
Проходит какое-то длительное время. На одной из вечеринок Кэрри случайно встречает Бига с незнакомой девушкой. Тот недавно вернулся в Нью-Йорк из Парижа и даже не сообщил об этом. Впоследствии оказалось, что незнакомая девушка по имени Наташа - его невеста, которую он встретил в Париже и без памяти влюбился.  В конце второго сезона происходит красивое расставание Кэрри и Мужчины Её Мечты: Кэрри прощает его и говорит, что его девушка замечательная и очень ему подходит.

## Приглашённые звёзды
- Крис Нот — Мужчина Её Мечты
- Дэвид Айгенберг — Стив Брэйди
- Уилли Гарсон — Стэнфорд Блэтч
- Марио Кантоне — Энтони Марантино
- Бен Уэббер — Скиппер Джонстон
- Брэдли Купер — Джейк
- Брайан Ван Хольт — Вилли Форд
- Джон Бон Джови — Сэм
- Джастин Теру — Вон Вайзел
- Бриджит Монаган — Наташа

## Эпизоды
| № общий | № в сезоне | Название | Режиссёр          | Автор сценария                | Дата премьеры    |
| --- | ---------- | --- | ----------------- | ----------------------------- | ---------------- |
| 13 | 1          | «Пригласи меня на бейсбол» «Take Me Out To The Ballgame»                                                                   | Аллен Култер      | Майкл Патрик Кинг             | 6 июня 1999      |
| Прекратив отношения с мужчиной своей мечты, Кэрри встречается с новым парнем. Но когда она вновь случайно сталкивается с Бигом, понимает, что всё ещё любит только его... Миранда не может понять, почему все вокруг только и делают, что говорят о мужчинах! Саманта никак не может найти партнёра без дефектов. |            | |                   |                               |                  |
| 14 | 2          | «Ужасная правда» «The Awful Truth»                                                                                         | Аллен Култер      | Даррен Стар                   | 13 июня 1999     |
| После того, как Биг прислал Кэрри цветы на день рождения, она вынуждена была пригласить его на вечеринку. Саманта пытается сказать своему другу о его недостатках, и он не находит ничего лучшего, как вместе отправиться к психотерапевту. Шарлотта решила вместо идеального мужчины завести себе идеального щенка. |            | |                   |                               |                  |
| 15 | 3          | «Театр уродов» «The Freak Show»                                                                                            | Аллен Култер      | Дженни Бикс                   | 20 июня 1999     |
| Кэрри разрывает отношения со своим новым поклонником Беном, с которым они познакомились в парке. Саманта встречается с парнем, который, к сожалению, не разделяет её интересов. |            | |                   |                               |                  |
| 16 | 4          | «Одиночек пристреливают, не правда ли?» «They Shoot Single People, Don't They?»                                            | Аллен Култер      | Майкл Патрик Кинг             | 27 июня 1999     |
| Кэрри думает, что быть одинокой не так уж и плохо. Однако после того, как она опаздывает на фотосъёмки и ужасно получается на обложке журнала, она всерьёз задумывается о том, чтобы найти себе друга. Саманта встречается с новым поклонником - владельцем клуба. Шарлотта пытается заманить в свои сети одного симпатичного актёра, а Миранда отказывается симулировать оргазм. |            | |                   |                               |                  |
| 17 | 5          | «4 женщины и одни похороны» «Four Women & A Funeral»                                                                       | Аллен Култер      | Дженни Бикс                   | 4 июля 1999      |
| После того, как от передозировки умер один из друзей Кэрри, она всерьёз задумалась о быстротечности жизни. Чтобы ни минуты не терять даром, она позвонила мужчине своей мечты и предложила восстановить их отношения. Тем временем на похоронах Шарлотта познакомилась с приятным вдовцом... |            | |                   |                               |                  |
| 18 | 6          | «Превратности измен» «The Cheating Curve»                                                                                  | Джон Дэвид Коулс  | Даррен Стар                   | 11 июля 1999     |
| После открытия галереи Шарлотту приглашают на ужин очаровательные лесбиянки. Проводя прекрасный вечер в компании без мужчин, она приходит к выводу, что всё-таки ещё принадлежит к той немногочисленной группе людей, которые предпочитают гетеросексуальные отношения... Саманта обнаруживает, что «инструктор», который каждый вечер помогает сбрасывать ей лишний вес, помогает не только ей...                                                                                         |            | |                   |                               |                  |
| 19 | 7          | «Танец маленьких утят» «The Chicken Dance»                                                                                 | Виктория Хочберг  | Сидни Чупак                   | 18 июля 1999     |
| Миранда шокирована тем, как быстро её дизайнер и друг, который временно жил у неё дома, объявил о помолвке с девушкой, которую знал всего несколько дней... Больше всего она расстроена тем, что её квартира приносит удачу всем, кроме неё. На бракосочетании Шарлотта выступает в качестве одной из подруг невесты. А Кэрри просят написать свадебное поздравление... |            | |                   |                               |                  |
| 20 | 8          | «Мужчины, мифы и виагра» «The Man, The Myth, The Viagra»                                                                   | Виктория Хочберг  | Майкл Патрик Кинг             | 25 июля 1999     |
| Кэрри продолжает встречаться с мистером Бигом и хочет, чтобы он лучше узнал её подруг... Саманта превзошла себя, начав встречаться мужчиной, которому 72... Миранда, выяснив что её новый парень оказывается женат, перестаёт доверять мужчинам. Но тут она знакомится в баре со Стивом. |            | |                   |                               |                  |
| 21 | 9          | «Старые кобели, новые члены» «Old Dogs, New Dicks»                                                                         | Алан Тейлор       | Дженни Бикс                   | 1 августа 1999   |
| Кэрри пытается отучить мистера Бига от некоторых неприятных для неё привычек. Саманта встретила старого приятеля, который стал трансвеститом и взял себе её имя. Миранда всё ещё встречается со Стивом, но уже подумывает о разрыве... |            | |                   |                               |                  |
| 22 | 10         | «Деление на касты» «The Caste System»                                                                                      | Эллисон Андерс    | Даррен Стар                   | 8 августа 1999   |
| Кэрри наконец-то решается сказать мистеру Бигу о своей любви. Шарлотта начинает встречаться с известным актёром, но её не устраивают его слишком активные сексуальные домогательства. Миранда встречается с небогатым парнем и чувствует, что их любовные отношения развиваются по принципу: «работодатель — наёмный рабочий»… |            | |                   |                               |                  |
| 23 | 11         | «Эволюция» «Evolution» | Пэм Томас         | Синди Чупак                   | 15 августа 1999  |
| Кэрри ведёт невидимую войну с Мужчиной своей мечты за раздел территории в его квартире. После визита к гинекологу Миранда думает, было ли в её жизни достаточно мужчин и не пора ли остепениться и стать матерью? Шарлотта встречается с очаровательным поваром по имени Стефан, но её одолевают сомнения: возможно ли, что этот утончённый мужчина - гей? Саманта встречает Доминика - единственного мужчину, который разбил её сердце и решает отомстить, однако её план даёт трещину... |            | |                   |                               |                  |
| 24 | 12         | «Невыносимое страдание» «La Douleur Exquise!»                                                                              | Майкл Спиллер     | Олли Леви и Майкл Патрик Кинг | 22 августа 1999  |
| Кэрри узнаёт, что Биг на целый год должен уехать в Париж. Она решает ехать с ним, но, неожиданно для себя, не находит одобрения с его стороны. Обидевшись и напившись, она устраивает ему скандал. |            | |                   |                               |                  |
| 25 | 13         | «Игры взрослых людей» «Games People Play»                                                                                  | Майкл Спиллер     | Дженни Бикс                   | 29 августа 1999  |
| Кэрри встречает нового парня - Сета Робинсона (в этой роли снялся Бон Джови). Саманта же соблазнила очень интересный экземпляр спортивного болельщика, сексуальность которого зависит исключительно от победы или поражения любимой команды. Чтобы познакомиться хоть с кем-нибудь, Шарлотта вступает в бридж-клуб, а Миранда флиртует с соседом... |            | |                   |                               |                  |
| 26 | 14         | «Мужчина исключительно для секса» «The Fuck Buddy»                                                                         | Алан Тейлор       | Даррен Стар                   | 5 сентября 1999  |
| Удивительно, насколько страстный в постели человек может быть скучен в обычной жизни. Чтобы поскорее забыть Бига, Кэрри позвонила своему старому «специальному» другу, с которым раньше встречалась только в постели, но теперь решила расширить горизонты общения. Шарлотта попробовала действовать как мужчина и назначила на один вечер сразу два свидания... |            | |                   |                               |                  |
| 27 | 15         | «У каждого свои недостатки» «Shortcomings»                                                                                 | Дэн Элгрант       | Терри Мински                  | 12 сентября 1999 |
| Кэрри встречается с писателем, у которого к тому же прекрасная семья и очаровательная мама. Однако у него есть один маленький недостаток. Поэтому Кэрри приходится с ним расстаться. Саманта, несмотря на возражения Шарлотты, решила приударить за её братом Уэсли. Миранда дала себе слово никогда больше не встречаться с разведёнными мужчинами с детьми... |            | |                   |                               |                  |
| 28 | 16         | «Вам понравилось?» «Was It Good For You?»                                                                                  | Дэн Элгрант       | Майкл Патрик Кинг             | 19 сентября 1999 |
| Кэрри познакомилась с парнем, который ей по-настоящему понравился. Однако по прошествии нескольких дней он ей не позвонил. Когда она случайно встретила его на улице, он извинился и сказал, что в течение года не должен начинать новые отношения. Шарлотта и Саманта вбили себе в голову, что с ними не всё в порядке. И они уже не те, какими были раньше. |            | |                   |                               |                  |
| 29 | 17         | «Девушки, которым чуть за 20, против женщин, которым чуть за тридцать» «Twenty-Something Girls vs. Thirty-Something Women» | Даррен Стар       | Даррен Стар                   | 26 сентября 1999 |
| Героини отправляются на отдых в Хэмптон, надеясь познакомиться с приятными молодыми людьми. Им без труда удаётся выполнить задуманное. На пляжной вечеринке Кэрри случайно встретила Бига с девушкой. Он представил её как Наташу, свою невесту... |            | |                   |                               |                  |
| 30 | 18         | «Бывшие в большом городе» «Ex & The City»                                                                                  | Майкл Патрик Кинг | Майкл Патрик Кинг             | 3 октября 1999   |
| Встретив на улице Стива - своего бывшего любовника, - Миранда бросилась наутёк... Кэрри предложила ей пересмотреть своё отношение к бывшим любовникам и завязать с ними просто дружеские отношения. Идея стать друзьями понравилась и самой Кэрри, и она позвонила Бигу с предложением встретиться за дружеским обедом. Конечно, лучше бы она этого не делала. Выяснилось, что Биг женится... А бедняга Саманта впервые в жизни предложила мужчине дружбу.                                 |            | |                   |                               |                  |